# The Banks O' Doon
 (septembre 2023).
La mise en forme du texte ne suit pas les recommandations de Wikipédia : il faut le « wikifier ».
Les points d'amélioration suivants sont les cas les plus fréquents :
- Les titres sont pré-formatés par le logiciel. Ils ne sont ni en capitales, ni en gras.
- Le texte ne doit pas être écrit en capitales (les noms de famille non plus), ni en gras, ni en italique, ni en « petit »…
- Le gras n'est utilisé que pour surligner le titre de l'article dans l'introduction, une seule fois.
- L'italique est rarement utilisé : mots en langue étrangère, titres d'œuvres, noms de bateaux, etc.
- Les citations ne sont pas en italique mais en corps de texte normal. Elles sont entourées par des guillemets français : « et ».
- Les listes à puces sont à éviter, des paragraphes rédigés étant largement préférés. Les tableaux sont à réserver à la présentation de données structurées (résultats, etc.).
- Les appels de note de bas de page (petits chiffres en exposant, introduits par l'outil «  Source ») sont à placer entre la fin de phrase et le point final[comme ça].
- Les liens internes (vers d'autres articles de Wikipédia) sont à choisir avec parcimonie. Créez des liens vers des articles approfondissant le sujet. Les termes génériques sans rapport avec le sujet sont à éviter, ainsi que les répétitions de liens vers un même terme.
- Les liens externes sont à placer uniquement dans une section « Liens externes », à la fin de l'article. Ces liens sont à choisir avec parcimonie suivant les règles définies. Si un lien sert de source à l'article, son insertion dans le texte est à faire par les notes de bas de page.
- La présentation des références doit suivre les conventions bibliographiques. Il est recommandé d'utiliser les modèles {{Ouvrage}}, {{Chapitre}}, {{Article}}, {{Lien web}} et/ou {{Bibliographie}}. Le mode d'édition visuel peut mettre en forme automatiquement les références.
- Insérer une infobox (cadre d'informations à droite) n'est pas obligatoire pour parachever la mise en page.

Pour une aide détaillée, merci de consulter Aide:Wikification.
Si vous pensez que ces points ont été résolus, vous pouvez retirer ce bandeau et améliorer la mise en forme d'un autre article.
The Banks O' Doon est une chanson écossaise écrite par Robert Burns en 1791, parfois connue sous le nom de Ye Banks and Braes (d'après le premier vers de la troisième version). Burns a mis en musique les paroles sur un air intitulé The Caledonian Hunt's Delight. Cette mélodie a également été utilisé pour Phule Phule Dhole Dhole, une chanson du poète bengali Rabindranath Tagore.
La chanson est inspirée de l'histoire de Margaret (Peggy) Kennedy (1766-1795), qui fut séduite puis délaissée par Andrew McDouall, fils d'une riche famille et ancien député du Wigtonshire. Kennedy a intenté une action en justice pour faire reconnaître de facto la demande en mariage de McDouall, mais est décédée avant le jugement. La Cour suprême écossaise a statué que la demande de mariage avait échoué, mais a reconnu McDouall comme étant le père de la fille de Kennedy, et lui a ordonné de payer 3 000 £ au patrimoine de Kennedy, et de subvenir aux besoins de l'enfant,. Burns a écrit un deuxième poème sur Peggy, qu'il avait rencontrée quand elle avait 18 ans, Young Peggy Blooms.
La chanson utilise la même mélodie que la variante est-anglienne de la chanson folk anglaise Foggy Dew.

## Paroles
Burns a écrit trois versions de la chanson, toutes publiées en 1791.
| Première version | Deuxième version | Troisième version |
| --- | --- | --- |
| Sweet are the banks — the banks o' Doon, The spreading flowers are fair, And everything is blythe and glad, But I am fu' o' care. | Ye flowery banks o' bonie Doon, How can ye bloom sae fair; How can ye chant, ye little birds, And I sae fu' o' care!             | Ye banks and braes o' bonie Doon, How can ye bloom sae fresh and fair; How can ye chant, ye little birds, And I sae weary, fu' o' care!       |
| Thou'll break my heart, thou bonie bird, That sings upon the bough; Thou minds me o' the happy days When my fause Luve was true:  | Thou'll break my heart, thou bonie bird, That sings upon the bough! Thou minds me o' the happy days When my fause Luve was true. | Thou'll break my heart, thou warbling bird, That wantons thro' the flowering thorn: Thou minds me o' departed joys, Departed never to return. |
| Thou'll break my heart, thou bonie bird, That sings beside thy mate; For sae I sat, and sae I sang, And wist na o' my fate.       | Thou'll break my heart, thou bonie bird, That sings beside thy mate; For sae I sat, and sae I sang, And wist na o' my fate.      | |
| Aft hae I rov'd by bonie Doon, To see the woodbine twine; And ilka birds sang o' its Luve, And sae did I o' mine:                 | Aft hae I rov'd by bonie Doon, To see the woodbine twine; And ilka bird sang o' its Luve, And sae did I o' mine.                 | Aft hae I rov'd by Bonie Doon, To see the rose and woodbine twine: And ilka bird sang o' its Luve, And fondly sae did I o' mine;.             |
| Wi' lightsome heart I pu'd a rose, Upon its thorny tree; But my fause Luver staw my rose And left the thorn wi' me:               | Wi' lightsome heart I pu'd a rose, Upon its thorny tree; But my fause Luver staw my rose, And left the thorn wi' me.             | Wi' lightsome heart I pu'd a rose, Fu' sweet upon its thorny tree! And may fause Luver staw my rose, But ah! She left the thorn wi' me.       |
| Wi' lightsome heart I pu'd a rose, Upon a morn in June; And sae I flourished on the morn, And sae was pu'd or noon!               | Wi' lightsome heart I pu'd a rose, Upon a morn in June; And sae I flourished on the morn, And sae was pu'd or noon.              | |